# MishCatt
MishCatt là bút danh nghệ thuật cho Michelle Gonzalez, một ca sĩ-nhạc sĩ từ San Jose, Costa Rica. Cô đã từng biểu diễn và phát hành âm nhạc trong ban nhạc pop có trụ sở tại Costa Rica, nhưng đã rời nhóm vào năm 2014 để tập trung vào dự án solo của mình.
Cô đã phát hành ra mắt EP EP  Tháng 3 năm 2016, và nó nhanh chóng trở thành chơi hầu hết các nghệ sĩ Costa Rica trong lịch sử của Spotify, nhận được hơn 6 triệu lượt trong vòng chưa đầy hai tháng. EP được ghi lại ở Stockholm, Thụy Điển và được sản xuất bởi Pontus Winnberg (Miike Snow, Amason). Bài hát "Another Dimension" đạt vị trí thứ 17 trên bảng xếp hạng Heatseeker của Thụy Điển.